# Grosse Pierre du Bois des Brosses
La Grosse Pierre du Bois des Brosses est un menhir situé à Menat dans le département français du Puy-de-Dôme.

## Description
Le menhir est un bloc de gneiss à quatre faces. Longtemps couché au sol, il fut redressé à son emplacement d'origine en 1980 lors de travaux forestiers. Il mesure 3,60 m de hauteur hors-sol (4,35 m longueur totale). Son poids est estimé par Charvilhat à un peu plus de 8 t. La face nord comporte une surface très irrégulière entaillée d'une échancrure sur une profondeur de 0,50 m à la base et de deux grandes fissures en surface. Les trois autres faces comportent elles-aussi des sillons transversaux.
Les pierres de calage du menhir ont été retrouvées lors d'une fouille effectuée en 1911, ce qui a permis de localiser son emplacement exact avant sa chute.
Autour du menhir, dans un rayon d'1 km, plusieurs haches en pierre polie et en pierre taillée ont été retrouvées, ainsi que les restes d'un four.